# Ofensiva do Sarre
A Ofensiva do Sarre foi a invasão francesa do Sarre, na Alemanha Nazista, nos primeiros estágios da Segunda Guerra Mundial, de 7 de setembro a 16 de outubro de 1939, em resposta à invasão alemã da Polônia em 1 de setembro de 1939. Os planos originais previam 40 divisões, uma divisão blindada, três divisões mecanizadas, 78 regimentos de artilharia e 40 batalhões de tanques para ajudar a Polônia, que estava sob invasão, atacando a negligenciada frente ocidental da Alemanha. Apesar de 30 divisões terem avançado até a fronteira (e em alguns casos atravessado-a), o ataque não teve o resultado esperado. Quando a rápida vitória na Polônia permitiu que a Alemanha reforçasse suas linhas com tropas de retorno, a ofensiva foi interrompida. As forças francesas então se retiraram em meio a uma contra-ofensiva alemã em 17 de outubro.

## Contexto
Em 1921, França e Polônia fizeram uma aliança defensiva contra a Alemanha Nazista por meio da convenção militar. A França, juntamente com o Reino Unido, declarou guerra à Alemanha em 3 de setembro de 1939, dois dias após a invasão alemã da Polônia.

## Objetivo da ofensiva
De acordo com a convenção, o Exército francês deveria começar os preparativos para a grande ofensiva três dias após o início da mobilização. As forças francesas deveriam efetivamente ganhar controle sobre a área entre a fronteira francesa e a Linha Siegfried e sondar as defesas alemãs. O setor era defendido pelo 1.º Exército Alemão. No 15.º dia de mobilização (ou seja, 16 de setembro), o exército francês iniciaria um ataque em grande escala à Alemanha Nazista. A mobilização preventiva começou na França em 26 de agosto e, em 1 de setembro, a mobilização total foi declarada.
A mobilização francesa sofria de um sistema inerentemente desatualizado, o que afetava muito sua capacidade de mobilizar rapidamente suas forças no campo. O comando francês ainda acreditava nas táticas da Primeira Guerra Mundial, que dependiam muito da artilharia estacionária, embora levasse tempo para ser transportada e mobilizada. Muitas peças também tiveram que ser recuperadas do armazenamento antes que qualquer avanço pudesse ser feito.

## Operações francesas

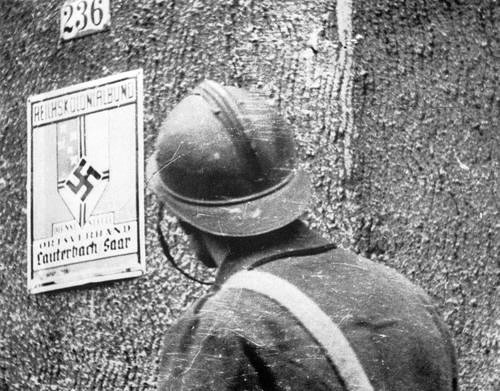
Um soldado francês fora de um Reichskolonialbund em Lauterbach

Quase todos esperavam um grande ataque francês na Frente Ocidental logo após o início da guerra, mas o Reino Unido e a França estavam cautelosas, pois temiam grandes ataques aéreos alemães em suas cidades; eles não sabiam que 90% das aeronaves alemãs da linha de frente estavam na Polônia, nem perceberam que as poucas unidades alemãs que estavam mantendo a linha tinham sido efetivamente "reduzidas ao osso" e despojadas de qualquer capacidade real de combate, deixando os franceses, sem saber, com uma vantagem de 3:1 sobre os alemães. Consequentemente, o que se seguiu foi o que o historiador Roger Moorhouse chamou de uma "ofensiva fraudulenta no Sarre", que começou em 7 de setembro, quatro dias depois da França ter declarado guerra à Alemanha Nazista. A Wehrmacht estava envolvida no ataque à Polônia e os franceses desfrutavam de uma vantagem numérica decisiva ao longo da fronteira com a Alemanha, mas os franceses não tomaram nenhuma ação que pudesse ajudar os poloneses. 12 divisões francesas, parte do Segundo Grupo de Exércitos, avançaram ao longo de 32 kms perto de Saarbrücken, contra fraca oposição alemã. O exército francês avançou até 8 kms em algumas áreas e capturou cerca de 12 cidades e vilas sem resistência: Gersheim, Medelsheim, Ihn, Niedergailbach, Bliesmengen, Ludweiler, Brenschelbach, Lauterbach, Niedaltdorf, Kleinblittersdorf, Auersmacher e Sitterswald (ocasionalmente chamado de "Hitlersdorf" em alguns relatórios franceses). 4 tanques Renault R35 foram destruídos por minas ao norte de Bliesbruck.
Em 9 de setembro, os franceses ocuparam a maior parte da Floresta Warndt. Em 10 de setembro, enquanto um pequeno contra-ataque alemão retomou a vila de Apach, as forças francesas reverteram a perda apenas horas depois. O 32.º Regimento de Infantaria francês obteve novos ganhos em 12 de setembro, tomando a cidade alemã de Brenschelbach com a perda de um capitão, um sargento e sete soldados. Perto do ponto de encontro das fronteiras francesa, alemã e luxemburguesa, a ponte Schengen foi destruída.

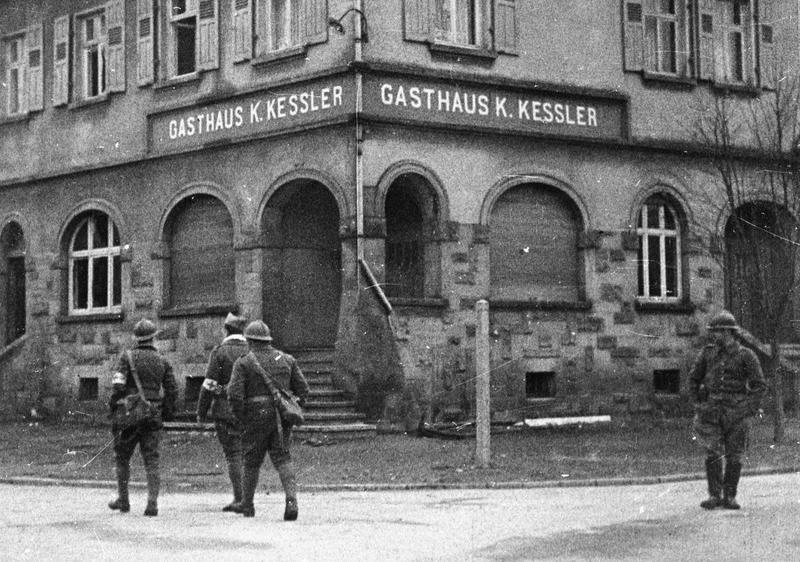
Soldados franceses em Lauterbach

A ofensiva foi interrompida depois que as forças francesas tomaram a Floresta Warndt, de 7 km2, que havia sido fortemente minada pelos alemães. Os franceses pararam perto da linha Siegfried, embora tenham chegado a poucos quilômetros ao sul dela, imediatamente a leste de Saarbrücken.
Os franceses mantiveram o território alemão ao longo de toda a frente Reno-Mosela, mas após o colapso da Polônia, o general Maurice Gamelin ordenou em 21 de setembro que as unidades francesas retornassem às suas posições iniciais na Linha Maginot. Alguns generais franceses, como Henri Giraud, viram a retirada como uma oportunidade desperdiçada e manifestaram sua discordância com ela.
Enquanto a retirada acontecia, em 28 de setembro um contra-ataque do 18.º Regimento de Infantaria alemão (da então recém-formada 52.ª Divisão) na área entre Bischmisheim e Ommersheim foi repelido pelas forças francesas.
Em 17 de outubro, a retirada foi completa. Houve cerca de 2.000 baixas francesas (mortas, feridas ou doentes).

## Consequências

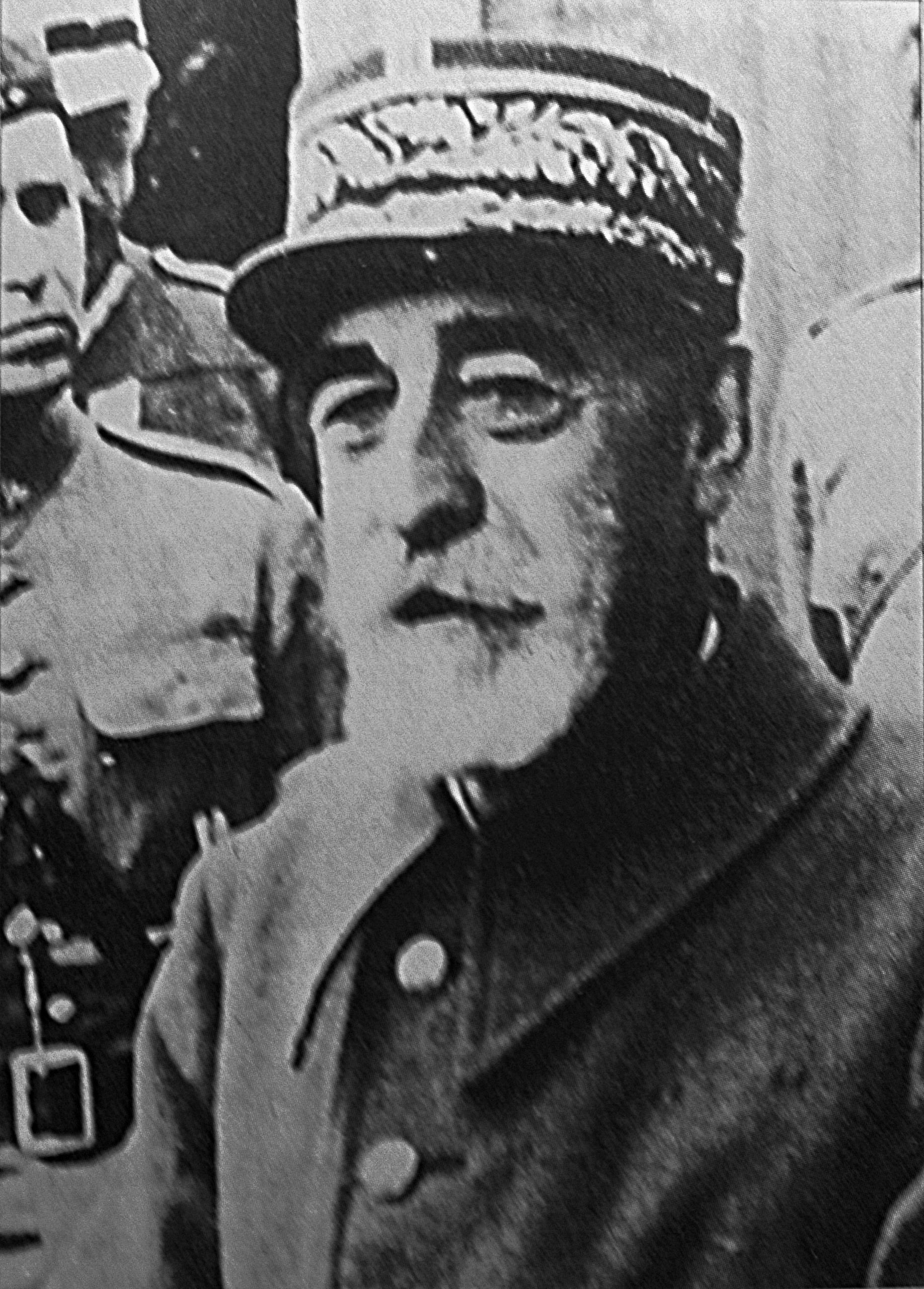
Louis Faury, chefe da Missão Militar Francesa na Polônia

O plano geral de defesa do Exército polonês, o Plano Oeste, presumia que a ofensiva aliada na Frente Ocidental proporcionaria um alívio significativo à Frente Polonesa no Leste.
Entretanto, a limitada e pouco entusiasmada Ofensiva do Sarre não resultou em nenhum desvio das tropas alemãs. O ataque total da 40.ª divisão nunca se materializou. Em 12 de setembro, o Conselho Supremo de Guerra Anglo-Francesa se reuniu pela primeira vez em Abbeville, na França. Foi decidido que todas as ações ofensivas seriam interrompidas imediatamente. O general Maurice Gamelin ordenou que suas tropas parassem "a não menos de 1 km" das posições alemãs ao longo da Linha Siegfried. A Polônia não foi notificada desta decisão. Em vez disso, Gamelin informou incorretamente ao marechal Edward Rydz-Śmigły que metade de suas divisões estavam em contato com o inimigo e que os avanços franceses forçaram a Wehrmacht a retirar pelo menos 6 divisões da Polônia.
No dia seguinte, o comandante da Missão Militar Francesa na Polônia, General Louis Faury, informou ao chefe do Estado-Maior polonês, General Wacław Stachiewicz, que a grande ofensiva planejada na Frente Ocidental teria que ser adiada de 17 para 20 de setembro.
De 16 a 17 de outubro, o exército alemão, agora reforçado com tropas que retornavam da campanha polonesa, conduziu uma contra-ofensiva que retomou o restante do território perdido, ainda mantido pelas forças de cobertura francesas, que se retiraram conforme o planejado. Relatórios alemães reconheceram a perda de 196 soldados, além de 114 desaparecidos e 356 feridos. Eles também alegaram que, até 17 de outubro, 11 de suas aeronaves foram abatidas. Os franceses sofreram cerca de 2.000 baixas na Ofensiva do Sarre. Àquela altura, todas as divisões francesas haviam recebido ordens de recuar para seus quartéis ao longo da Linha Maginot. A Guerra de Mentira havia começado.
Nos Julgamentos de Nuremberg, o comandante militar alemão Alfred Jodl disse que "se não entramos em colapso já em 1939, isso se deveu apenas ao fato de que, durante a campanha polonesa, as aproximadamente 110 divisões francesas e britânicas no Ocidente foram mantidas completamente inativas contra as 23 divisões alemãs". O general Siegfried Westphal afirmou que se os franceses tivessem atacado com força total em setembro de 1939, o exército alemão "só poderia ter resistido por uma ou duas semanas".